# Astronomische Nederlandse Satelliet
L’Astronomische Nederlandse Satelliet (ANS) è stato il primo grande progetto spaziale olandese. Si trattava di un telescopio spaziale per osservazioni in ultravioletto e a raggi X.
ANS è stato lanciato il 30 agosto 1974 dalla Vandenberg Air Force Base, in California, con un vettore Scout ed inserito in un'orbita troppo bassa. È rientrato nell'atmosfera il 14 giugno 1977.
ANS era un progetto condotto insieme dal Nederlands instituut voor vliegtuigontwikkeling en ruimtevaart olandese e dalla NASA statunitense. Gli strumenti scientifici installati a bordo erano:
- un telescopio a ultravioletti con uno specchio di 22 cm di diametro ed uno spettrofotometro per lunghezze d'onda di 150-330 nm sviluppato dall'Università di Groninga;
- un esperimento per i raggi X molli (0,16–0,28 e 0,3–7 keV) sviluppato dall'Università di Utrecht;
- un esperimento per i raggi X duri (1–30 keV) sviluppato negli Stati Uniti.

ANS ha osservato per la prima volta un'emissione di raggi X dalla corona di una stella diversa dal Sole: Capella.